# Kaffeesurrogatfabrik Otto E. Weber
Die Kaffeesurrogatfabrik Otto E. Weber war ein international ausgezeichneter Hersteller von Kaffeegewürzen und Würfeltee im sächsischen Radebeul, der auch den königlichen Hof in Dresden belieferte. Das im 19. Jahrhundert gegründete Unternehmen wurde 1937 „arisiert“ und 1946 enteignet. 1952 wurde es mit dem ebenfalls enteigneten Stammhaus der heutigen Teekanne-Gruppe zur heutigen Teehaus GmbH zwangsfusioniert.

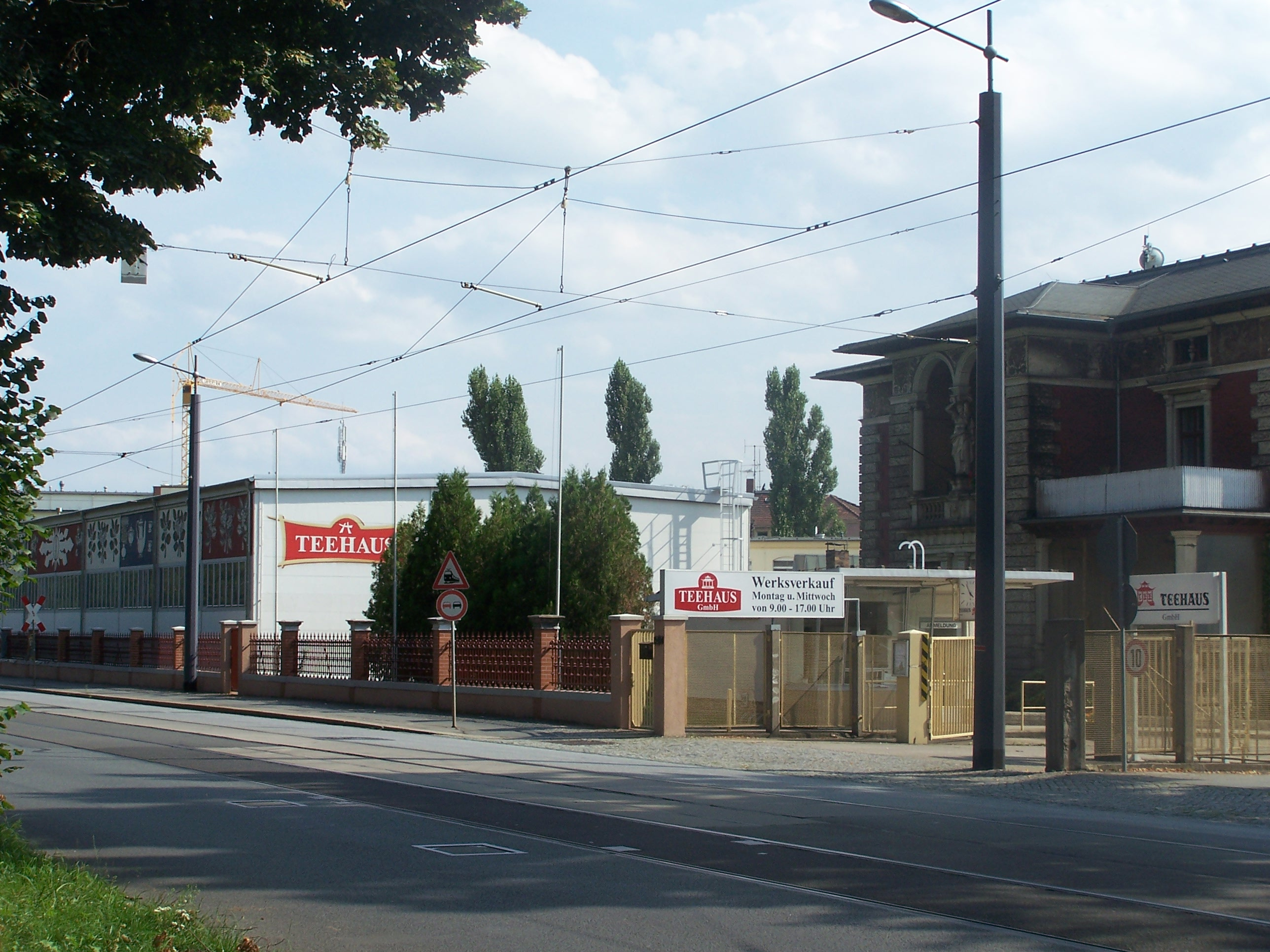
Werk von Teehaus in Radebeul, rechts die Fabrikantenvilla von Otto E. Weber

## Geschichte

Plakat für Webers Carlsbader Kaffee-Gewürz, Farblithografie um 1900

Plakat für Webers Carlsbader Kaffee-Gewürz, Farblithografie um 1902

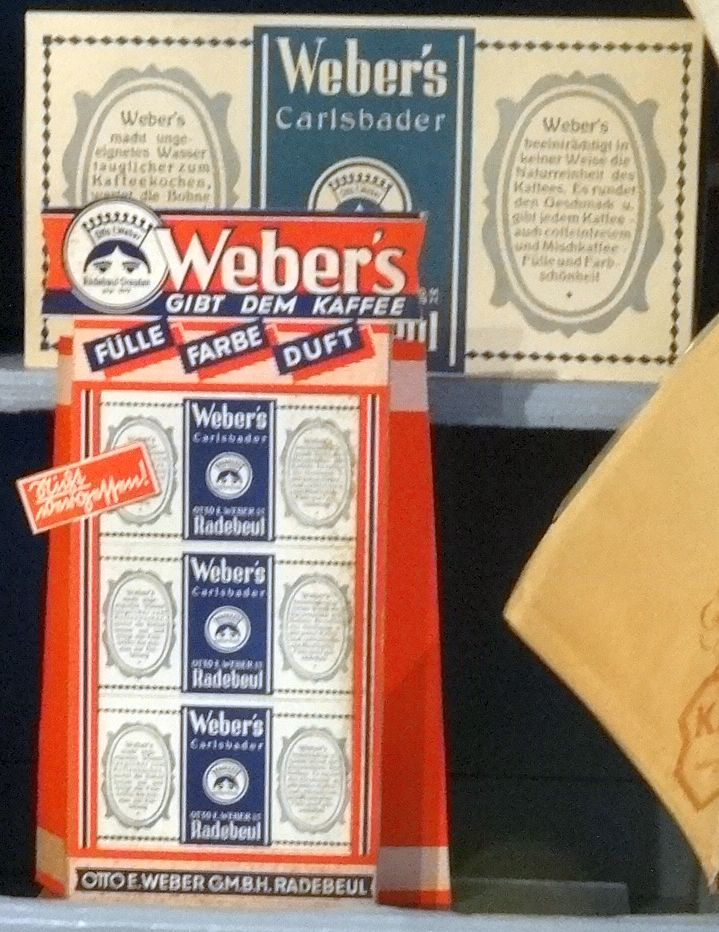
Webers Carlsbader Kaffee-Gewürz

Im Jahr 1864 wurde E. Weber’s Tee-Fabrik gegründet. 1873 kam die Kaffeesurrogatfabrik Otto E. Weber in Berlin hinzu. Das auf Herstellung und Vertrieb spezialisierte Unternehmen stellte nicht nur Tee in Presswürfeln (Würfel-Thee) her, sondern war auch das erste und lange Zeit größte deutsche Unternehmen für Produktion und Vertrieb von Feigenkaffee. Dieser zur Zeit der Kontinentalsperre in Österreich erfundene Extrakt aus gerösteten Feigen diente dazu, knapp gewordenen Bohnenkaffee zu ersetzen (Kaffeesurrogat). Weber entwickelte die zur Produktion notwendigen Maschinen selbst und ließ sie sich durch Patente schützen.
Otto E. Weber (1840–1914) zog 1878 mit seinem Betrieb „wegen der Zollverhältnisse“ nach Hamburg und 1881 nach Radebeul auf sein bereits 1875 an der heutigen Meißner Straße 45 (Produktionshallen) bzw. 47 (Villa) erworbenes, 13.000 m² großes Industriegelände im dortigen Fabrikbezirk. Von Radebeul aus vertrieb Weber mit mehr als 50 Mitarbeitern seinen zu Würfeln gepressten chinesischen Tee, der in Größenordnungen von der deutschen Armee bezogen wurde, und exportierte seine preisgekrönten Produkte, darunter Weber’s Carlsbader Kaffeegewürz und Weber’s Prima Feigen-Kaffee, als Würfel und Tafeln bis nach Russland, Südafrika und in die USA.
Die Radebeuler Baufirma F. W. Eisold errichtete 1889 nach Plänen des Architekten Carl Käfer etwas zurückgelegen an der Meißner Straße direkt neben seiner Fabrik eine Villa für Otto E. Weber. Da sich Weber zur Ruhe setzen wollte, suchte er einen geeigneten Nachfolger, den er in dem Augsburger Bankier August Gerstle (1854–1899) fand. 1894 wurde der Betrieb zum 1. Januar 1895 unter Beibehaltung des eingeführten Namens in die Otto E. Weber GmbH umgewandelt, deren Hauptgesellschafter Gerstle mit 70 % des Stammkapitals wurde neben seinem Schweizer Schwager Friedrich Guggenheim (10 %) und Weber (20 %). Guggenheim übernahm die Geschäftsführung in Radebeul. Die Otto E. Weber GmbH war einer der sächsischen Hoflieferanten, der das mittlere Wappen Sachsens öffentlich führen durfte.
Weber gab in seinem Ruhesitz, der auf dem Betriebsgelände liegenden Villa, wöchentliche „Theegesellschaften“, die seinem Haus den Namen Teehaus eintrugen, Namensgeber für die spätere Benennung der DDR-Teemarke beziehungsweise der heutigen Produktionsfirma.
Der jüdische Friedrich Guggenheim (1854–1923), der seit 1895 in Radebeul wohnte, stellte als Schweizer 1902 einen Einbürgerungsantrag nach Sachsen, der von der zuständigen Kreishauptmannschaft Dresden und in Folge vom Innenministerium abgelehnt wurden mit dem Hinweis auf ministerielle Verordnungen aus dem Jahr 1893. Dem drei Monate später folgenden zweiten Antrag, der von der Kreishauptmannschaft wiederum abgelehnt wurde, stimmte das Ministerium ausnahmsweise zu, wohl weil der Schweizer ein angesehenes und steuerkräftiges Mitglied von Radebeul war.
Gerstle starb am 1. Mai 1899 in Augsburg nach einer Grippe und hinterließ seine Anteile seiner Witwe Anne Gerstle. 1914 starb Weber und hinterließ vertragsgemäß seine Anteile ebenfalls Anna Gerstle. Im gleichen Jahr 1914 warb die Firma mit dem Slogan „50 Jahre bewährt“, bezog sich also auf das Gründungsjahr der ursprünglichen Teefirma aus dem Jahr 1864.
Guggenheim war Mitbegründer des Markenschutzverbands und bis zu seinem Tod auch dessen zweiter Vorsitzender. Er starb 1923 nach kurzer, schwerer Krankheit. Die Geschäftsführung übernahm der auf die Aufgabe vorbereitete Sohn von August und Anna Gerstle, Hans Jakob Gerstle (1884–1942), ein studierter Handelswissenschaftler von der Universität Zürich. Die Alleingesellschafterin Anna Gerstle verstarb 1924, sie hinterließ ihre Gesellschaftsanteile ihren beiden überlebenden Kindern, Hans und Grete, die mit dem Dresdner Rechtsanwalt Dr. Friedrich Salzburg verheiratet war. Der jüngere Sohn war auf deutscher Seite als freiwilliger Fliegerleutnant in Nordfrankreich ums Leben gekommen.
Die Firma wuchs unter Hans Gerstles Geschäftsführung, sie wurde modernisiert, und gesunde Arbeitsbedingungen nebst vorbildlichen sozialen Standards wurden eingeführt. Etwa 160 Beschäftigte erhielten Weihnachtsgratifikationen und Unterstützung in Notlagen.
Im Jahr 1933 wurde es plötzlich wichtig, dass die beiden Familien Gerstle und Salzburg jüdisch waren. Bereits im März 1933 wurde ihre gemeinsame Villa in der Dresdner Tiergartenstraße von der Polizei gestürmt auf der Suche nach einem Sohn der Salzburgs, der wegen angeblicher kommunistischer Umtriebe für zehn Tage verhaftet wurde. In den Folgejahren wurde die Firma Otto E. Weber zur Zielscheibe des Stürmers als „undeutscher“ Betrieb.
Ab 1935 kam zu den Produkten Weber’s Extra, ein konzentriertes Kaffeegewürz für Misch- und Malzkaffee, sowie Zitronensäure hinzu. Für den Feigenkaffee wurden pro Jahr bis zu 1000 Tonnen Feigen verarbeitet. Im gleichen Jahr beschlossen die Besitzer den Rückzug aus ihrer Firma und die Emigration. Vor allem Hans Gerstle sorgte sich um das künftige Wohlergehen der Mitarbeiter und ihres Arbeitsplatzes, so dass er zwei Jahre dafür aufwendete. Am 1. November 1937 hielt er seine Abschiedsansprache vor versammelter Belegschaft.
Am 2. November wurde der Dresdner Kaufmann Johannes Wilhelm Löhr, der ein Drittel der Gesellschafteranteile zu einem Preis weit unter dem Vermögenswert erwarb, zum alleinvertretungsberechtigten Geschäftsführer ernannt, während die anderen zwei Drittel von der Kathreiner GmbH in Berlin (siehe auch Kathreiner's Malzkaffeefabriken) im Zuge der Arisierung erworben wurden. Den Familien Gerstle und Salzburg gelang am 31. Dezember 1937 die Ausreise nach London, nachdem sie auf Druck der deutschen Behörden nicht nur die Reichsfluchtsteuer bezahlt und ihr deutsches Vermögen auf ein nicht transferierbares Inlandskonto, auf das sie aus dem Ausland keinen Zugriff mehr hatten, überwiesen hatten, sondern zusätzlich auch noch ihre Beteiligungen an einer Schweizer Aktiengesellschaft an die Reichsbank sowie eine Schweizer Lebensversicherung an die Golddiskontbank in Berlin ablieferten. Hans Gerstle verstarb 1942 in London, seine Schwester Grete siedelte 1940 mit ihrer Familie nach Kalifornien um.
Vor dem Zweiten Weltkrieg, 1939, erreichte der Betrieb eine Zahl von 200 Beschäftigten. Während des Zweiten Weltkriegs wurden auch Suppenwürfel, Eipulver und Kaffee-Ersatz hergestellt.
Nach Kriegsende wurde die Otto E. Weber GmbH 1946 erneut enteignet und in VEB „Otto E. Weber“ umbenannt. In der ersten Notzeit wurde Zitronensäure hergestellt und wurden Suppenkräuter abgepackt.
Im Jahr 1952 wurde sie auf ihrem eigenen Gelände vereinigt mit dem, ebenfalls 1946 von Dresden nach Radebeul auf ihr Gelände verlegten, Stammhaus der heutigen Teekanne GmbH zum VEB Kaffee-Weber - Teekanne, der heutigen Teehaus GmbH.

## Zitate
„Das Karlsbader Kaffeegewürz ist eines der besten, aber auch der teuersten Kaffeesurrogate. Ein Täfelchen genügt für ca. 4 Tassen Kaffee.“